# U-20-Fußball-Weltmeisterschaft der Frauen 2010/Neuseeland
Dieser Artikel behandelt die neuseeländische U-20 Fußballnationalmannschaft der Frauen bei der U-20-Fußball-Weltmeisterschaft der Frauen 2010.

## Aufgebot
| Nr.        | Spieler             | Verein              | Länderspiel- einsätze * | Länderspiel- tore * | Geburtsdatum  | Spiele   | Tore     | Gelbe Karten | Gelb-Rote Karten | Rote Karten |
| Torhüter   | Torhüter            | Torhüter            | Torhüter                | Torhüter            | Torhüter      | Torhüter | Torhüter | Torhüter     | Torhüter         | Torhüter    |
| ---------- | ------------------- | ------------------- | ----------------------- | ------------------- | ------------- | -------- | -------- | ------------ | ---------------- | ----------- |
| 1          | Victoria Esson      | Fencibles United    | 6                       | 0                   | 6. März 1991  | 0        | 0        | 0            | 0                | 0           |
| 16         | Julia Lynds         | derzeit kein Verein | 0                       | 0                   | 28. März 1990 | 0        | 0        | 0            | 0                | 0           |
| 20         | Erin Nayler         | Eastern Suburbs     | 2                       | 0                   | 14. Okt. 1992 | 3        | 0        | 0            | 0                | 0           |
| Abwehr     |                     |                     |                         |                     |               |          |          |              |                  |             |
| 2          | Elizabeth Milne     | Glenfield Rovers    | 10                      | 2                   | 11. Dez. 1990 | 1        | 0        | 0            | 0                | 0           |
| 3          | Anna Green          | Three Kings United  | 10                      | 0                   | 20. Aug. 1990 | 3        | 0        | 0            | 0                | 0           |
| 4          | Chelsey Wood        | Three Kings United  | 2                       | 1                   | 23. Juni 1990 | 2        | 0        | 0            | 0                | 0           |
| 5          | Briony Fisher       | Three Kings United  | 8                       | 1                   | 2. Aug. 1991  | 3        | 0        | 1            | 0                | 0           |
| 6          | Bridgette Armstrong | Glenfield Rovers    | 10                      | 0                   | 9. Nov. 1992  | 3        | 1        | 0            | 0                | 0           |
| 9          | Hannah Wall         | Three Kings United  | 11                      | 2                   | 3. Mai 1991   | 3        | 0        | 0            | 0                | 0           |
| 21         | Lisa Kemp           | Eastern Suburbs     | 0                       | 0                   | 3. Mai 1991   | 0        | 0        | 0            | 0                | 0           |
| Mittelfeld |                     |                     |                         |                     |               |          |          |              |                  |             |
| 8          | Betsy Hassett       | UC Berkeley         | 7                       | 1                   | 4. Aug. 1990  | 3        | 0        | 1            | 0                | 0           |
| 10         | Annalie Longo       | Three Kings United  | 23                      | 2                   | 1. Juli 1991  | 3        | 0        | 0            | 0                | 0           |
| 12         | Claudia Crasborn    | Three Kings United  | 4                       | 0                   | 17. Juli 1991 | 2        | 0        | 0            | 0                | 0           |
| 13         | Nadia Pearl         | Three Kings United  | 5                       | 1                   | 20. Okt. 1992 | 3        | 0        | 0            | 0                | 0           |
| 15         | Emily Cooper        | Lynn-Avon United    | 2                       | 0                   | 2. März 1992  | 0        | 0        | 0            | 0                | 0           |
| 17         | Sarah McLaughlin    | Claudelands Rovers  | 11                      | 2                   | 3. Juni 1991  | 2        | 0        | 0            | 0                | 0           |
| 18         | Lauren Mathis       | Glenfield Rovers    | 4                       | 1                   | 30. Mai 1991  | 0        | 0        | 0            | 0                | 0           |
| Angriff    |                     |                     |                         |                     |               |          |          |              |                  |             |
| 7          | Hannah Wilkinson    | Glenfield Rovers    | 6                       | 5                   | 28. Mai 1992  | 3        | 1        | 1            | 0                | 0           |
| 11         | Rosie White         | Three Kings United  | 12                      | 15                  | 6. Juni 1993  | 3        | 1        | 0            | 0                | 0           |
| 14         | Renee Leota         | Waterside Karori    | 18                      | 4                   | 25. Jan. 1991 | 3        | 0        | 0            | 0                | 0           |
| 19         | Terri Amber Carlson | Waterside Karori    | 3                       | 0                   | 26. Apr. 1990 | 1        | 0        | 0            | 0                | 0           |

(*) angegeben sind nur die Spiele und Tore, die vor Beginn der Weltmeisterschaft in der U-20 Mannschaft absolviert bzw. erzielt wurden.

## Vorrunde
In der Vorrunde der Weltmeisterschaft 2010 in Deutschland traf die neuseeländische U-20 Fußballnationalmannschaft der Frauen in der Gruppe B auf Schweden, Nordkorea und Brasilien.
| Pl. | Land       | Sp. | S | U | N | Tore    | Diff. | Punkte |
| --- | ---------- | --- | - | - | - | ------- | ----- | ------ |
| 1.  | Schweden   | 3   | 2 | 1 | 0 | 006:400 | +2    | 07     |
| 2.  | Nordkorea  | 3   | 2 | 0 | 1 | 005:400 | +1    | 06     |
| 3.  | Brasilien  | 3   | 1 | 1 | 1 | 005:300 | +2    | 04     |
| 4.  | Neuseeland | 3   | 0 | 0 | 3 | 003:800 | −5    | 0      |

- Dienstag, 13. Juli 2010, 14:30 Uhr in Bielefeld

 Schweden –  Neuseeland 2:1 (0:1)
- Freitag, 16. Juli 2010, 18:00 Uhr in Bielefeld

 Nordkorea –  Neuseeland 2:1 (1:0)
- Dienstag, 20. Juli 2010, 14:30 Uhr in Dresden

 Neuseeland –  Brasilien 1:4 (0:1)